# Zeng Jinyan
Zeng Jinyan (Chinois : 曾金燕; née le 9 octobre 1983), est une blogueuse et militante des droits de l'homme chinoise.

## Biographie
Mariée à Hu Jia, militant sur les questions du SIDA et de l'écologie, Zeng est devenue célèbre pour un blog qu'elle avait maintenu pendant la disparition de son mari, dont on a cru qu'il était l'œuvre de la police secrète chinoise. Zeng a été placée en résidence surveillée en août 2006 et le blog qui détaille sa vie a été surveillé par la police ; il a été bloqué par la suite en Chine.
En 2006, elle a rencontré en Inde le 14e Dalaï Lama.
Le 5 décembre 2007, alors qu'ils sont assignés à résidence, Hu Jia reçoit avec sa femme Zeng Jinyan un prix spécial de Reporters sans frontières-Fondation de France, pour continuer à informer le monde entier des conséquences néfastes pour la population chinoise des préparatifs des Jeux olympiques d'été de 2008.
Zeng a continué à mettre à jour son blog jusqu'au 27 juillet 2008, avant sa disparition.
Zeng Jinyan et Hu Jia ont réalisé un documentaire de 31 minutes, « les Prisonniers de la Ville de la Liberté » durant les sept mois de leur résidence surveillée, entre août 2006 et mars 2007. Le couple a été placé à nouveau en résidence surveillée, deux mois plus tard, le 18 mai 2007 pour atteinte à la sûreté de l'État. Zeng Jinyan est adoubée « Tiananmen 2.0 »  et a été choisie comme TIME Magazine's 100 personnes les plus influentes dans le monde en 2007 comme héroïne et  pionnière.
Un jour avant la cérémonie d’ouverture des jeux olympiques d'été de 2008 à Pékin, Zeng Jinyan a disparu avec sa fille encore bébé.
Pendant les Jeux olympiques de 2008, Zeng Jinyan a été isolée dans un hôtel. Surveillée, elle a depuis interdiction de contact avec l'extérieur. Elle a pu rendre visite à son mari le 25 septembre 2008 à la prison de Chao Bai, à Tianjin où il a subi le confinement solitaire, menotté et fers aux pieds.
Le 17 décembre 2008, une cérémonie en l’honneur de la remise du prix Sakharov a Hu Jia a été organisée au Parlement européen à Strasbourg, Zeng Jinyan a pu remercier les parlementaires européens de leur soutien au travers d’un message vidéo, n’ayant pu sortir de Chine en raison de la confiscation de son passeport par les autorités.
Elle a expliqué vouloir utiliser les 50 000 euros du Prix pour créer une fondation d’aide aux familles des militants des droits de l'Homme emprisonnés en Chine, conformément aux souhaits de Hu Jia.
Après 8 ans d’assignation à résidence, elle parvient à récupérer son passeport et part réaliser une thèse à l’Université d’Hong-Kong. Elle obtient son doctorat en 2017.
Elle est aujourd’hui maîtresse de conférence à l’Université de Lund en Suède, au centre d’études d’Asie de l’Est et du Sud-Est. Ses recherches portent sur le genre, la culture et la politique, l’identité intellectuelle et l’activisme.